# Duault
Duault é uma comuna francesa na região administrativa da Bretanha, no departamento Côtes-d'Armor. Estende-se por uma área de 21,26 km². Em 2010 a comuna tinha 374 habitantes (densidade: 17,6 hab./km²).